# Diyarbakır (provinca)
Provinca Diyarbakır je provinca, ki se nahaja v vzhodni Anatoliji v Turčiji. Ima nekaj več kot 1.494.321 prebivalcev, ki so večinoma kurdskega porekla. Glavno mesto je Diyarbakır. 

## Okrožja
- Bismil
- Çermik
- Çınar
- Çüngüş
- Dicle
- Diyarbakır
- Eğil
- Ergani
- Hani
- Hazro
- Kocaköy
- Kulp
- Lice
- Silvan

Koordinati:   38°08′32″N, 40°16′16″E